# NGC 985
NGC 985 é uma galáxia  localizada na direcção da constelação de Cetus. Possui uma declinação de -08° 47' 06" e uma ascensão recta de 2 horas, 34 minutos e 37,4 segundos.
A galáxia NGC 985 foi descoberta em 1886 por Frank Leavenworth.